# 미케누노미코토
미케누노미코토(일본어: 御毛沼命  みけぬのみこと[*]일본 신화에 등장하는 일본의 황족이다.
일본 서기(日本書紀) 에서는 미케이리노미코토(三毛入野命(みけいりのみこと), 미케노노미코토(三毛野命(みけののみこと)라고 표기되어있다.
니혼쇼키와 고지키 에따르면 
아마쓰히타카히코나기사타케 우가야 후키아에즈노미코토(天津日高日子波限建鵜草葺不合命) 와 해신(海神)의 딸인 다마요리히메(玉依姫)의 3남 으로태어났다.
고사기(古事記)와 일본 서기(日本書紀)에는 제1의 일본 서기에서는 삼남, 일본서기 제2의 일본 서기에서는 차남, 제4의 일본 서기에서는 4남이 나와있고, 제3의 일본 서기에서는 등장하지 않는다.

## 가족
- 조부:야마사치히코(山幸彦, 호오리노미코토,火遠理命)
- 조모:도요타마히메(豊玉姬)
  - 부:아마쓰히타카히코나기사타케 우가야 후키아에즈노미코토(天津日高日子波限建鵜草葺不合命)
  - 모:다마요리히메(玉依毘 売命)

## 같이 보기
- 일본서기
- 가구라